# パリメトロ14号線
14号線（14ごうせん、フランス語: Ligne 14）は、パリ交通公団（RATP）の運営するフランスの首都パリを含むイル＝ド＝フランス地域圏のメトロ（地下鉄）路線の一つ。パリ近郊北部サン＝ドニのサン＝ドニ・プレイエル駅と、パリ近郊南部パライ＝ヴィエイユ＝ポストのアエロポール・ドルリー駅（パリ＝オルリー空港）までを南北に結ぶ。1998年に開業したパリ・メトロの新規路線。
乗務員のいない自動運転を行なっている。なお1976年まで現13号線の一部が14号線と呼ばれていたが、本路線と直接の関係はない。

## 概要
14号線は1937年開業の旧14号線以来61年ぶりとなるメトロの新規路線である。計画時にはMétéorまたはMETEOR（METro Est-Ouest Rapide、「東西高速メトロ」の意。「流星」（フランス語: météore）の意味も掛けてある）と呼ばれていた。この路線の目的は主に次の2つである。
- 市街中心部を東西に横切るRER A線の混雑を緩和する。
- 13区のセーヌ左岸地区（ビブリオテーク・フランソワ・ミッテラン駅周辺の再開発地区）やオランピアード地区を都心と直結する。

14号線は特に都心部で駅間距離が長くなっており、例えばシャトレ駅-リヨン駅間は14号線では一駅であるが、この区間でほぼ並走している1号線では間に3つの駅がある。また都心部では他のメトロやRER路線と交差するため地下深くを走っており、地上の道路の影響を受けない直線的な線形をしている。最高速度は従来のメトロから引き上げられた80km/hとなっている。これらのため14号線の表定速度は他の路線より約10km/h向上した40km/h程度である。
14号線の最大の特徴として、全自動運転を行なっていることが挙げられる。自動運転のため全駅にホームドアが設置されている。軌道は1号線などで利用されているのと同じゴムタイヤを利用した側方案内軌条式であるが、回送や分岐器部分での案内のため鉄のレールも設置されている。地下の構造物を避けるため勾配が多く、最大50パーミルに達する。
駅の内装は従来のメトロのイメージを覆すものであり、サン・ラザール駅の巨大な吹き抜けやリヨン駅の地下庭園など大胆なデザインが採用されている。

14号線の路線図

## 自動運転
14号線はSAEL（Système automatique d'exploitation des trains、自動列車運転システム）で制御されている。新交通システムVALで採用されている方式とは異なり、自動運転と手動運転の列車が混在しても（効率は落ちるが）制御可能な点が大きな特徴である。また夜間は駅に列車を留置することが可能であり、始発列車を途中駅から発車させることができる。このため14号線の留置線は編成数より少なくなっている。
車上システムはDIGISAFEと呼ばれ、3つのマイクロプロセッサMC68020上でMRTK（Matra Real Time Kernel）と呼ばれる専用ソフトウェアが動作している。また中央の列車指令システムはDEC Alpha上のOpenVMSで動作している。システムの開発には形式手法に基づいたB-Methodが用いられた。
自動運転の導入により、列車遅延時や混雑時には臨機応変に臨時列車を運転することが可能になった。また全駅にホームドアが設置されたことと合わせて、駅進入時の速度を上げることができた。これによって最短運転間隔を90秒まで縮めることができたほか、表定速度の向上につながった。さらに、フランスでは頻発するストライキの際にも、14号線のみは運休になることが比較的少ない。
2019年12月5日、フランス全土でゼネラルストライキが行われたが、1号線とともに自動運転のメリットを生かして運行が続けられた。

### 他線への展開
スイス・ローザンヌのメトロm2線は14号線と同様のシステムが使用された。
RATPは2010年までに1号線を14号線同様に自動運転化する計画である。また2、3、5、9、12、13の各線については、2020年までに運転士が乗務するもののほぼ自動で運転するシステムが導入され、列車間隔を短縮する予定である。

## 沿線概況
サン・ラザール駅からリヨン駅手前のサン・マルタン運河までは主にシールド工法で掘られており、パリ中心部の地下深くを通っている。
サン・ラザール駅からは南向きに進み、マドレーヌ駅の手前で南東方向に向きを変える。ここからはほぼ一直線に進み、パレ・ロワイヤルの直下などを通って都心部を貫通する。シャトレ駅-リヨン駅間の駅間距離2784mは14号線で最長である。サン・マルタン運河を潜ったところから地下浅くまで登り、ベルシー通り地下のリヨン駅に至る。ベルシー駅-クール・サンテミリオン駅間の国鉄ベルシー駅地下でほぼ90度向きを変え、セーヌ川をトルビアック橋の上流側に沈埋工法で作られたトンネルで潜り、ほぼトルビアック通りの地下を進んでオランピアドゥ駅に至る。
ベルシー駅近くに6号線との連絡線がある。これが14号線から他線への唯一の連絡線である。

## 運行形態
全列車各駅停車で、途中駅での折り返しはない。ただし始発は途中駅からのものもある。全線の所要時間は約13分、運転間隔は最短90秒まで可能である。始発は5時30分発、最終列車は1時15分着であるが、土曜日と祝日は最終列車が1時間遅くなる。

## 車両

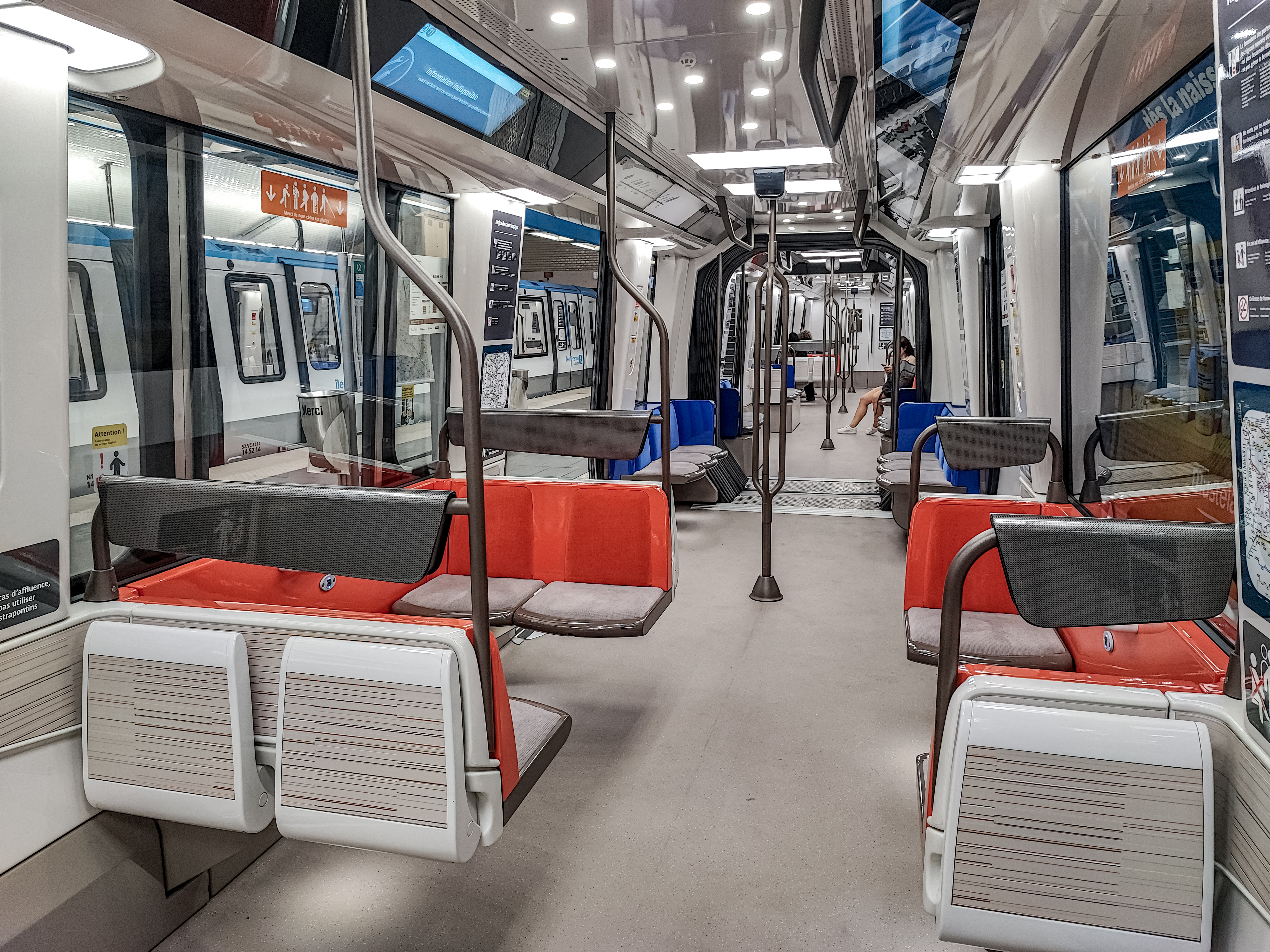
車内

歴史的に、14号線にはMP 89 CA車両が使用され、1号線、4号線、6号線と順次、非自動運転バージョン（運転手操作のMP 89 CC）が使用された。
車両基地はオランピアドゥ駅から南西方向に進んだトンネル内にあり、日常的な検査はここで行なわれる。大規模な検査や改修作業は1号線シャトー・ド・ヴァンセンヌ駅の東にあるフォンテネー（Fontenay）車両基地で行なわれる。オランピアドゥ駅開業までは現オランピアド駅が車両基地として使われていた。
MP 89 CA車両のブレーキ音は綺麗に整った倍音を伴い、時折ニ長調主和音（D, F#, A）がはっきり聞き取れる。これは決して偶然ではなく、通常のブレーキ音のような甲高く耳障りな音を楽音処理することで緩和している。
2016年5月30日、アルストムはMP 14車両のデザインを発表した。この車両は2019年に運行される車両よりも座席数が多く、移動困難者用48席と車椅子利用者用8席が用意された。当時RATPは、2020年から2024年にかけて14号線用に72編成のMP 14が納入され、最大217編成（4号線、11号線、14号線用）が契約される予定であると発表していた。2023年3月24日、最後のMP 89 CA車両が元の路線での走行を停止した。2023年4月13日以降、同路線は公式にはMP 14のみが使用されているが、現在も使用されている2両のMP 05は2023年10月まで予備として保管されている。

## 歴史

### Météor計画
パリ初のメトロ路線の1号線はセーヌ右岸を東西に結ぶ路線であり、この軸はパリでもっとも重要な交通路の一つであった。1977年には1号線とほぼ並行して郊外へ直通するRER A線が開業したが、利用客は増える一方であり、その混雑が問題となっていた。
そこでRATPは1987年に東西高速メトロ（METEOR）の計画を発表した。これはパリ西部のポルト・マイヨーから南東部のメゾン・ブランシュまでサン・ラザール、シャトレ、リヨン駅を経由して結ぶものである。サン・ラザール-リヨン駅間については北駅、東駅、レピュブリック広場経由で結ぶ案（METEOR2） もあった。またフランス国鉄ではこれとは別にRERの新路線EOLE（Est Ouest Liaison Express、東西連絡急行）の計画があった。これはサン・ラザール駅地下から都心部を通ってRER A線東部の分岐の片方へ直通するものである。1989年10月にフランス政府はMétéorの建設を決定した。またEOLE計画はRER E線として実現することになった。同年11月にはサン・ラザール - トルビアック市街化規制区域（現ビブリオテーク・フランソワ・ミッテラン駅）間の建設計画が定められた。

### 1期区間
地質調査などの後、1993年から1995年にかけてトンネルの掘削が行われた。マドレーヌ駅からサン・マルタン運河までのトンネルはドイツ製のシールドマシンを用いて22ヶ月かけて掘られた。1995年から1997年にかけてレールの敷設、次いで駅の内装工事が行われた。
路線の工事と並行して自動運転システムのテストも行われた。環状鉄道プティト・サンチュール南部の旧メゾン・ブランシュ駅から現トラム3号線ポテルヌ・デ・プープリエ駅付近（現在も旧サンチュール時代の操車場跡が放置されている）の廃線跡を利用して試運転線が作られ、1995年から自動運転の試験が行われた。1997年5月からはレール敷設の完了した14号線南部で試運転が行われた。
こうして1998年10月15日に1期区間のマドレーヌ-ビブリオテーク・フランソワ・ミッテラン間が開業した。開業式典にはジャック・シラク大統領（計画開始時のパリ市長）が出席した。

### 延伸
サン・ラザール - マドレーヌ間は2003年12月16日に開業した。
この区間の工事は1998年7月に始まった。わずか500mほどの区間ではあるが、地上の道路がパリでももっとも混雑する道路であることに加え、多数のメトロ路線と交差すること、サン・ラザール駅の乗り換え通路を他線の運行を妨げることなく建設することなどのために5年の歳月を要した。サン・ラザール乗り入れにより、14号線の利用者数はおよそ30%増加した。
南側では2007年6月26日にビブリオテーク・フランソワ・ミッテラン - オランピアード間が開業した。この区間のトンネルは1期区間開業時にすでに掘られており、オランピアード駅が車両基地として使われていた。この区間の旅客化のため、トンネルを西へ延長して車両基地を移設した。
当初の予定ではオランピアード間は2006年には開業する予定だった。しかしオランピアード駅西方でのトンネル工事中に、地上の小学校の校庭が陥没する事故が発生した。校庭は無人だったため死傷者はなかったものの、この事故のため開業は2007年まで遅れた。なおパリ市南部の地下には古代から中世までの採石場跡があり、工事には細心の注意を要する。
2024年6月24日、北部分はサン＝ドニ・プレイエル駅まで、南部分はアエロポール・ドルリー駅（パリ＝オルリー空港）まで延長された。この延伸は現在進行中のGrand Paris Express計画の一部として行われたものである。

### 年表
- 1998年10月15日 - マドレーヌ駅からビブリオテーク・フランソワ・ミッテラン駅間開業。
- 2003年12月16日 - サン・ラザール駅からマドレーヌ間延伸開業。
- 2007年6月26日 - ビブリオテーク・フランソワ・ミッテラン駅からオランピアード駅間延伸開業。
- 2020年12月14日 - サン・ラザール駅からメリー・ド・サン＝トゥアン駅間延伸開業。
- 2024年6月24日 - サン＝ドニ・プレイエルからメリー・ド・サン＝トゥアン駅間、オランピアード駅からアエロポール・ドルリー駅間延伸開業。
- 2025年1月18日 - ヴィルジュイフ＝ギュスターヴ・ルシー駅が新規開業。

## 駅一覧
| 駅名                                     | 駅名                                          | 接続路線 | 所在地                                   | 所在地                                   |
| ---------------------------------------- | --------------------------------------------- | --- | ---------------------------------------- | ---------------------------------------- |
| サン＝ドニ・プレイエル駅                 | Saint-Denis Pleyel                            | メトロ： 13号線（カルフール・プレイエル駅） RER： D線（スタッド・ド・フランス＝サン＝ドニ駅）                                                           | サン＝ドニ                               | サン＝ドニ                               |
| メリー・ド・サン＝トゥアン駅             | Mairie de Saint-Ouen （Région Île-de-France） | メトロ： 13号線 | サン＝トゥアン                           | サン＝トゥアン                           |
| サン＝トゥアン駅                         | Saint-Ouen                                    | RER： C線 | サン＝トゥアン、クリシー                 | サン＝トゥアン、クリシー                 |
| ポルト・ド・クリシー駅                   | Porte de Clichy （Tribunal de Paris）         | メトロ： 13号線 RER： C線 トラム： 3b線 | パリ                                     | 17区                                     |
| ポン・カルディネット駅                   | Pont Cardinet                                 | トランシリアン： L線 | パリ                                     | 17区                                     |
| サン＝ラザール駅                         | Saint-Lazare                                  | メトロ： 3号線・ 12号線・ 13号線 メトロ： 9号線（サン＝トギュスタン駅） RER： E線（オスマン＝サン＝ラザール駅） トランシリアン： J線・ L線 フランス国鉄 | パリ                                     | 8区                                      |
| マドレーヌ駅                             | Madeleine                                     | メトロ： 8号線・ 12号線 | パリ                                     | 8区                                      |
| ピラミッド駅                             | Pyramides                                     | メトロ： 7号線 | パリ                                     | 1区                                      |
| シャトレ駅                               | Châtelet                                      | メトロ： 1号線・ 4号線・ 7号線・ 11号線 RER： A線・ B線・ D線（シャトレ-レ・アル駅）                                                                    | パリ                                     | 1区、4区                                 |
| リヨン駅（ガール・ド・リヨン）           | Gare de Lyon                                  | メトロ： 1号線 RER： A線・ D線 トランシリアン： R線 フランス国鉄                                                                                        | パリ                                     | 12区                                     |
| ベルシー駅                               | Bercy                                         | メトロ： 6号線 フランス国鉄（パリ・ベルシー駅） | パリ                                     | 12区                                     |
| クール・サンテミリオン駅                 | Cour Saint-Émilion                            | | パリ                                     | 12区                                     |
| ビブリオテーク・フランソワ・ミッテラン駅 | Bibliothèque François-Mitterrand              | RER： C線 トラム： 3a線（アヴェニュー・ド・フランス停留所）                                                                                             | パリ                                     | 13区                                     |
| オランピアード駅                         | Olympiades                                    | | パリ                                     | 13区                                     |
| メゾン・ブランシュ駅                     | Maison Blanche                                | メトロ： 7号線 トラム： 3a線（ポルト・ディタリー停留所）                                                                                                | パリ                                     | 13区                                     |
| オピタル・ビセートル駅                   | Hôpital Bicêtre                               | | ル・クレムラン＝ビセートル、ジャンティイ | ル・クレムラン＝ビセートル、ジャンティイ |
| ヴィルジュイフ＝ギュスターヴ・ルシー駅   | Villejuif - Gustave Roussy                    | | ヴィルジュイフ                           | ヴィルジュイフ                           |
| ライ＝レ＝ローズ駅                       | L'Haÿ-les-Roses                               | | シュヴィイ＝ラリュ、ライ＝レ＝ローズ     | シュヴィイ＝ラリュ、ライ＝レ＝ローズ     |
| シェヴィリー＝ラルー駅                   | Chevilly-Larue （Marché International）       | トラム： 7号線 | シュヴィイ＝ラリュ                       | シュヴィイ＝ラリュ                       |
| ティエ＝オルリー駅                       | Thiais - Orly （Pont de Rungis）              | RER： C線（ポン・ド・ランジス＝アエロポール・ドルリー駅）                                                                                               | ティエ                                   | ティエ                                   |
| アエロポール・ドルリー駅                 | Aéroport d'Orly                               | トラム： 7号線 オルリーヴァル | パライ＝ヴィエイユ＝ポスト               | パライ＝ヴィエイユ＝ポスト               |

- 全線各駅停車、快速運転はない。
- 全線を通して地下区間。